# Aokas
Aokas è un comune algerino della provincia di Béjaïa e della Cabilia. È situata sulla costa mediterranea, a est di Béjaïa, nel golfo di Béjaïa.
La popolazione era di 15 989 abitanti nel 2008.